# GS Diagoras Rhodes
Maillots
Le Gymnastikós Sýllogos Diagóras Ródou (en grec moderne : Γυμναστικός Σύλλογος Διαγόρας Ρόδου), plus couramment abrégé en Diagóras Ródou, est un club grec de football fondé en 1905 et basé dans la ville de Rhodes, sur l'île du même nom en Grèce.
Le nom du club vient de Diagoras, le légendaire héros de l'île de Rhodes.

## Histoire
L'équipe a d'abord joué sous l'égide de l'empire ottoman, avant de connaître la courte indépendance du Dodécanèse en 1912. Il n'y eut aucun match durant la guerre des Balkans et le Diagoras Rhodes n'a rejoint le championnat grec qu'à partir de 1947 (quand le Dodécanèse est devenu une région de Grèce).
Le club a été dissous en 1929 avant d'être recréé en 1945. Il a participé au championnat grec de première division entre 1986 et 1989.
Son meilleur résultat en Coupe de Grèce a été une demi-finale en 1987, où il est éliminé en demi-finale par l'OFI Crète.

## Palmarès
| Compétitions nationales |
| --- |
| - Championnat de Grèce de deuxième division (1) : - Champion : 1985-1986. - Vice-champion : 1963-1964, 1965-1966, 1966-1967, 1982-1983. - Championnat de Grèce de troisième division (3) : - Champion : 1974, 1979-1980 et 2007-2008. - Vice-champion : 2018-2019. - Championnat de Grèce de quatrième division (1) : - Champion : 2004-2005. |

## Personnalités du club

### Présidents
- Konstantinos Stefanidis
- Vartholomeos Kampourakis

### Entraîneurs
| - Andreas Stamatiadis (1981 - 1982) - Todor Veselinović (1986 - 1987) - Erich Hof (1987) - Christos Archontidis (1987 - 1989) - Konstantinos Papaikonomou (1989) - Walter Skoci (2005) - Christos Archontidis (2005 - 2006) - Dimitrios Kalaitzidis (2006) - Daniel Batista Lima (2006 - 2007) | - Pavlos Dermitzakis (2007 - 2009) - Petros Routzieris (2009) - Georgios Firos (2009 - 2010) - Soulis Papadopoulos (2010) - Petros Routzieris (2010 - 2011) - Michalis Tsivrinis (2011) - Ratko Dostanić (2011) - Dimitrios Magafinis (2012) - Michalis Tsivrinis (2012) | - Miodrag Ćirković (2012) - Nikolaos Pantelis (2017 - 2018) - Petros Routzieris (2018 - 2019) - Soulis Papadopoulos (2019) - Petros Routzieris (2019 - 2020) - Theodosis Theodosiadis (2020 -) |

### Grands joueurs
- Ioannis Kalitzakis
- Guy Feutchine